# 木材化学
木材化学（もくざいかがく、wood chemistry）は木材の化学的な組成や性質を調べるとともに、材料及び化学原料として活用する技術研究に関する学問で工業化学の一種。

## 概要
木材はセルロース、ヘミセルロース及びリグニンの3つの主要な化合物から成り立っている。端的に言えばこれらの化合物を扱う化学が木材化学といって差し支えないであろう。
セルロースはブドウ糖が脱水重合して生成する化合物であり、だいたい10,000個程度のブドウ糖が繋がったものである。木材の細胞壁の主要構成成分である。木材の強度はこれによって保たれている。糖化する際は酸で加水分解を行う。これには濃塩酸や希硫酸を用いる。これによって生成した糖はそのまま用いられることもあるが、発酵させてアルコール等の製造に用いられることもある。どの木材でも一番多く存在する化合物なので、最も広く利用されている。
次にヘミセルロースであるが、これは幾つかの多糖の混合物であり、また木材によって成分が大きく異なる。例としてグルコマンナンやグルクロノキシランなどがある。基本的には糖の重合物であるので加水分解や発酵によって糖とし、利用される場合が多い。その代表例がキシリトールである（ただし、厳密にはこれは糖ではない）。また、分解して得られた五炭糖を硫酸などで脱水してフルフラールを合成し、その酸化によりフランを作るということも行われている。
最後にリグニンについてであるが、これは p-プロピルフェノールが重合した構造を持つ化合物で、ところどころメトキシ基が結合している。フェノール同士の結合は不規則で多様であり、樹種による差異はあまりないといわれている。リグニンは水素添加などによって分解することで種々のフェノール類を生成する性質があり、このことは研究がかなり進んでいるものの、工業的には生産されていない。また、これをプラスチックの原料とする研究もある。これとは別に木材を炭化して活用しようとする研究もあり、まだ発展の余地は大いにあると考えられる。
化学における位置づけとしては、木材化学は有機化学や生化学、化学工学の上に成り立っている。有機化学が重要なのは木材を構成する化合物が有機化合物であるからであり、生化学が重要なのは木が生物であり酵素の働きによって構成化合物が作られているだけでなく、それらの化合物を発酵させて化学製品を作る場合があるためである。また、化学工学は雑多な構成成分を分離精製したり、効率の良い生産のために欠かせないものである。

## 歴史
木材は最も古くから活用されている材料の一つである。建材として利用されるほか、日用雑貨などの材料として使われてきた。また、最も手近な燃料として、世界中で利用されてきた。木を化学的に変成させて利用するようになったのもかなり古い時期からであり、古代中国において蔡倫が紙を作り出した105年にまで遡る。その後、中世の錬金術師によって木材を乾留することでメタノール（木精）が得られることが分かり、木材の性質を知る一助となった。しかし、木材の性質がより深く理解されるようになるには近代化学の完成を待たなければならなかった。木材の主要構成成分のうち、最初に見つかったのはセルロースであり、その後ヘミセルロースとリグニンが発見された。これらの3種の化合物のうち、最も利用されてきたのはセルロースである。たとえば、20世紀前半における主要な人造繊維であるレーヨンや樹脂のセルロイド、あるいは綿火薬として知られるニトロセルロースがある。20世紀後半にはこれらの化合物は石油化学製品にとって変わられたため衰退した。現在ではセルロースやヘミセルロースの糖化やパルプの生産などが主要な木材化学製品である。石油や石炭などの資源が有限であると叫ばれている今日において、再生可能資源たるバイオマスとしての木材の価値は高くなりつつあり、木材化学も今後更に進展していくものと思われる。

## 関連書籍
- E・スヨストローム 『木材化学 - 基礎と応用』 近藤民雄訳、講談社、1983年
- 中野準三・樋口隆昌・住本昌之・石津敦 『木材化学』 ユニ出版、1983年